# Фонтен-ле-Клер
Фонте́н-ле-Клер (фр. Fontaine-lès-Clercs) — коммуна во Франции, находится в регионе Пикардия. Департамент коммуны — Эна. Входит в состав кантона Рибмон. Округ коммуны — Сен-Кантен.
Код INSEE коммуны — 02320.

## Население
Население коммуны на 2010 год составляло 289 человек.
| 1962 | 1968 | 1975 | 1982 | 1990 | 1999 | 2010 |
| ---- | ---- | ---- | ---- | ---- | ---- | ---- |
| 253  | 244  | 245  | 224  | 260  | 274  | 289  |

## Экономика
В 2010 году среди 207 человек трудоспособного возраста (15—64 лет) 154 были экономически активными, 53 — неактивными (показатель активности — 74,4 %, в 1999 году было 73,2 %). Из 154 активных жителей работали 137 человек (72 мужчины и 65 женщин), безработных было 17 (9 мужчин и 8 женщин). Среди 53 неактивных 26 человек были учениками или студентами, 18 — пенсионерами, 9 были неактивными по другим причинам.